# باشگاه فوتبال فولاد یزد
باشگاه فوتبال فولاد یزد یک باشگاه فوتبال ایرانی است که در شهر یزد، استان یزد قرار دارد. این باشگاه در لیگ آزادگان بازی می‌کرد.
این باشگاه در سال ۱۳۸۹–۱۳۸۸ توانست در لیگ دسته دوم فوتبال ایران چهارم شود و جواز حضور در لیگ آزادگان را به دست بیاورد.
این تیم ۷ فصل در لیگ آزادگان بازی کرد و در پایان در فصل ۱۳۹۶–۱۳۹۵ به عنوان تیم هفدهم به لیگ دسته دوم ایران سقوط کرد.
این باشگاه در ۲۰۰۴ تأسیس شده‌است.

## فصل به فصل
| فصل     | لیگ            | رتبه            | جام حذفی    | یادداشت |
| ------- | -------------- | --------------- | ----------- | ------- |
| ۲۰۰۴–۰۵ | لیگ استانی یزد | اول             |             | صعود    |
| ۲۰۰۵–۰۶ | دسته سوم       | هفتم            |             |         |
| ۲۰۰۶–۰۷ | دسته سوم       | دوم             |             | صعود    |
| ۲۰۰۷–۰۸ | دسته دوم       | یازدهم          | ۱/۱۶ پایانی |         |
| ۲۰۰۸–۰۹ | دسته دوم       | پنجم            | دور دوم     |         |
| ۲۰۰۹–۱۰ | دسته دوم       | چهارم           | دور نخست    | صعود    |
| ۲۰۱۰–۱۱ | لیگ آزادگان    | یازدهم گروه (ب) | دور سوم     |         |
| ۲۰۱۱–۱۲ | لیگ آزادگان    | پنجم گروه (الف) | دور دوم     |         |
| ۲۰۱۲–۱۳ | لیگ آزادگان    | دهم گروه (ب)    |             |         |
| ۲۰۱۳–۱۴ | لیگ آزادگان    | دهم گروه (الف)  | ۱/۱۶ پایانی |         |
| ۲۰۱۴–۱۵ | لیگ آزادگان    | هشتم گروه (ب)   | ۱/۱۶ پایانی |         |

## مربیان
- دینکو یلیچیچ (۲۰۱۴–۲۰۱۵)
- رضا شیردل (۲۰۱۵)